# Bijdorpplantsoen 8-10
Bijdorpplantsoen 9-10 is een relatief groot gebouw aan het Bijdorpplantsoen in Amsterdam-Oost.
Het gebouw, waarin Hotel Jansen, werd in de zomer van 2023 opgeleverd onder beheer van Woningcorporatie De Alliantie. In het gebouw is plaatsgemaakt voor 280 studentenwoningen (De Toekomst voor de Alliantie) en 200 hotelkamers ("not for tourists"), die uitsluitend geboekt kunnen worden door studenten om enige tijd in Amsterdam te verblijven. Onder het geheel werd ruimte vrijgehouden voor commerciële ruimten. Een fietsenstalling en kleine parkeergarage (13 voertuigen) maken deel uit van het gebouw. Het geheel werd ontworpen door Ludo Grooteman van Moke Architecten, Het complex heeft een oppervlak van circa 20.000 m2 bij een lengte van 100 meter en twaalf verdiepingen. De gevels van het gebouw zijn verdeeld in rasters die in meerdere diepten zijn uitgevoerd, dan weer is een deel teruggetrokken, dan weer heeft een deel overstek. Jaap Huisman omschreef het als een gelede gevel met gaten, inspringingen, verspringingen, poort en terras. Fiction Factory verzorgde voor de inrichting. 
ARCAM zag in het gebouw één van de tien meestbelovende gebouwen in 2023 op te leveren (Amsterdamse Architectuur Prijs, AAP). Meegewogen werd dat het gebouw deels is opgetrokken (en ingericht) uit vanuit elders aangevoerd gebruikt bouwmateriaal. Dat gold ook voor de inrichting (textiel van een expositie in het Rijksmuseum Amsterdam)